# Ikonologija
Ikonologija (grč. εἰκών, slika; λόγος, riječ, pojam, smisao) je znanost koja se bavi tumačenjem smisla i značenja likovnog djela.
U slikama i kipovima koje govore o različitim razdobljima o kojima veoma malo znamo, važno je razlikovati naslov (temu), od sadržaja (smisla) likovnog djela. Ako pogledamo povijest umjetnosti, vidjet ćemo da se kroz razdoblja za istu temu (dakle isti naslov slike) mijenja njezin sadržaj (značenje djela) od stoljeća do stoljeća.
Način prikazivanja teme (s bogatim opisima i raskošno) s temom u prvom planu – naziva se narativna metoda. 
Prikazivanje gdje umjetnik sažeto prikazuje temu zove se simboličko prikazivanje – ili metoda redukcije. 
Način prikazivanja kada tema služi umjetniku samo kao izlika da može prikazati nešto drugo, svojstvenije svom vremenu, - naziva se metoda simulacije. 